# Гоголівська сотня
Гоголівська сотня — адміністративно-територіальна і військова одиниця Переяславського, а згодом Київського полку Гетьманщини. Створена 1649. Центр — містечко Гоголів (нині село Броварського району Київської області).

## Історія
Протягом 1649–1667 pp. сотня була у складі Переяславського полку. Тоді її реєстр містив 166 козаків. Гоголівська сотня займала 7-ме місце за кількістю козаків серед інших сотень Переяславського полку.
Після Андрусівської угоди 1667 р. і поділу України по Дніпру на польську і московицьку частини створено окремий лівобережний Київський полк, до якого включили і Гоголівську сотню. Відтак від 1667 р. до 1782 р. вона була адміністративною складовою Київського полку.
Із запровадженням намісництв сотню ліквідували, а територію розподілили поміж Київським та Остерським повітами Київського намісництва.

## Сотники
- Гоголівський Василь (1649)
- Матвіїв Федір (1653)
- Гнівушин Артем (1660)
- Шепіга (1660)
- Кононович Іван (1669)
- Яковенко Іван (1672—1682)
- Олексійович Федір (1682)
- Гриценко Ілля (1687, н.)
- Садівничий (1690)
- Рожанський Роман (1691)
- Рожанський Григорій (1694)
- Потулинський Василь (1700)
- Соболевський Матвій (1725—1731)
- Солонина Олександр (1733—1745)
- Талаш Кузьма (нак.)
- Шафонський Филимон (1746—1751)
- Холод Василь (нак.)
- Пальчинський Антін (1751—1772)
- Мазаракій Яків Іванович (1772—1782)

## Отамани
- Федір Матвійович (1654)
- Кашуба Федір (1660)
- Турбовець Іван (1676)
- Конфедерат Яків
- Устянович Тихін (1726)
- Незамай Федір
- Малежик Андрій
- Талаш Кузьма
- Луста Микола (1741—1762)
- Луста Микола Миколайович (1762—1779)

## Писарі
- Луста Микола (1733)
- Гацененко Іван (1741)
- Боришполець Стефан (1745—1747)
- Боришполець Сергій (1774—1779)
- Боришполець Стефан Опанасович(1780)

## Осавули
- Товтилко Іван (1741)
- Копиляк Іван (1765)
- Моренець Іван (1765—1778)

## Хорунжі
- Гаценко Леонтій (1726)
- Стасюк Василь (1741—1746)
- Моренець Іван (1760—1765)
- Григорій (1767—1772)
- Каталей Яків (1776—1779)
- Ковалевський Іван (1776—1780)
- Стасюк (1780)

## Опис Гоголівської сотні
За описом Київського намісництва 1781 року наявні такі дані про населені пункти та населення Гоголівської сотні напередодні ліквідації:
| Села, селища, хутори гоголівської сотні                  | Дворян і шляхетства | Різночинців | Духовенства | Церковників | Греків | Хат              | Хат                   | Хат   | Хат                                        | Хат                                                           | Всього | Всього                             |
| -------------------------------------------------------- | ------------------- | ----------- | ----------- | ----------- | ------ | ---------------- | --------------------- | ----- | ------------------------------------------ | ------------------------------------------------------------- | ------ | ---------------------------------- |
| Села, селища, хутори гоголівської сотні                  | Дворян і шляхетства | Різночинців | Духовенства | Церковників | Греків | козаків виборних | козаків підпомічників | міщан | посполитих коронних, в тому числі рангових | посполитих власницьких, різночинських і козацьких підсусідків | хат    | за останньою 1764 року ревізії душ |
| Відійшли до Київського повіту (Київського намісництва):  |                     |             |             |             |        |                  |                       |       |                                            |                                                               |        |                                    |
| село Осокорки                                            | —                   | —           | 1           | 1           | —      | —                | —                     | —     | —                                          | 46                                                            | 46     | —                                  |
| селище Позняки                                           | —                   | —           | —           | —           | —      | —                | —                     | —     | —                                          | 30                                                            | 30     | —                                  |
| слобідка Микільська                                      | —                   | —           | 1           | 1           | —      | —                | —                     | —     | —                                          | 31                                                            | 31     | —                                  |
| село Вигурівщина                                         | —                   | —           | 1           | 1           | —      | —                | —                     | —     | —                                          | 48                                                            | 48     | —                                  |
| село Троєщина                                            | —                   | —           | 1           | 1           | —      | —                | —                     | —     | —                                          | 33                                                            | 33     | —                                  |
| 1. хутір осокорський Троїцького Лікарняного монастиря    | —                   | —           | —           | —           | —      | —                | —                     | —     | —                                          | 2                                                             | 2      | —                                  |
| 2. хутір Києво-Михайлівського монастиря Ковпитѣ          | —                   | —           | —           | —           | —      | —                | —                     | —     | —                                          | 1                                                             | 1      | —                                  |
| Разом у частині сотні Гоголівської                       | —                   | —           | 4           | 4           | —      | —                | —                     | —     | —                                          | 191                                                           | 191    | 666                                |
| Відійшли до Остерського повіту (Київського намісництва): |                     |             |             |             |        |                  |                       |       |                                            |                                                               |        |                                    |
| містечко Гоголів                                         | 8                   | 15          | 6           | 5           | —      | 184              | 269                   | —     | 11                                         | 59                                                            | 523    | —                                  |
| село Красилівка                                          | —                   | —           | 1           | 2           | —      | 20               | 19                    | —     | —                                          | 57                                                            | 96     | —                                  |
| село Богданівка                                          | —                   | —           | 1           | 1           | —      | —                | —                     | —     | —                                          | 54                                                            | 54     | —                                  |
| село Димерка                                             | —                   | 1           | 2           | 2           | —      | —                | —                     | —     | —                                          | 179                                                           | 179    | —                                  |
| село Рожівка                                             | —                   | —           | 1           | 1           | —      | —                | —                     | —     | —                                          | 14                                                            | 14     | —                                  |
| село Пухівка                                             | —                   | 1           | 1           | 2           | —      | —                | —                     | —     | —                                          | 55                                                            | 55     | —                                  |
| селище Нижча Дубечня                                     | —                   | —           | —           | —           | —      | —                | —                     | —     | —                                          | 17                                                            | 17     | —                                  |
| селище Вища Дубечня                                      | —                   | —           | —           | —           | —      | —                | —                     | —     | —                                          | 17                                                            | 17     | —                                  |
| село Новосілки                                           | —                   | —           | 1           | 1           | —      | —                | —                     | —     | —                                          | 14                                                            | 14     | —                                  |
| село Велика Стариця                                      | —                   | 2           | 1           | 1           | —      | 83               | 25                    | —     | —                                          | 45                                                            | 153    | —                                  |
| село Сеньківка                                           | —                   | —           | 1           | 2           | —      | —                | —                     | —     | —                                          | 76                                                            | 76     | —                                  |
| село Русанів                                             | —                   | —           | 1           | 2           | —      | —                | —                     | —     | —                                          | 121                                                           | 121    | —                                  |
| село Плоске                                              | —                   | —           | 1           | 2           | —      | 20               | 6                     | —     | —                                          | 24                                                            | 50     | —                                  |
| село Світильня                                           | —                   | —           | 1           | 2           | —      | 55               | 42                    | —     | —                                          | 60                                                            | 157    | —                                  |
| село Бобрик                                              | —                   | 2           | 1           | 2           | —      | 50               | 57                    | —     | —                                          | 19                                                            | 126    | —                                  |
| село Рудня                                               | —                   | 3           | 1           | 2           | —      | 11               | 6                     | —     | —                                          | 72                                                            | 89     | —                                  |
| 1. хутір Києво-Печерської лаври                          | —                   | —           | —           | —           | —      | —                | —                     | —     | —                                          | 1                                                             | 1      | —                                  |
| 2. хутір Пεтровѣ того ж монастиря                        | —                   | —           | —           | —           | —      | —                | —                     | —     | —                                          | 1                                                             | 1      | —                                  |
| 3. хутір Києво-Фроловського монастиря                    | —                   | —           | —           | —           | —      | —                | —                     | —     | —                                          | 1                                                             | 1      | —                                  |
| 4. хутір козака Обиуха                                   | —                   | —           | —           | —           | —      | —                | —                     | —     | —                                          | 1                                                             | 1      | —                                  |
| Разом у частині сотні Гоголівської                       | 8                   | 24          | 20          | 27          | —      | 423              | 424                   | —     | 11                                         | 887                                                           | 1745   | 5499                               |
| Всього у сотні Гоголівській                              | 8                   | 24          | 24          | 31          | —      | 423              | 424                   | —     | 11                                         | 1078                                                          | 1936   | 6165                               |